# Rockstar Games Social Club
Rockstar Games Social Club fue un servicio gratuito en línea de Rockstar Games para usar con su última generación de juegos. Se anunció por primera vez el 27 de marzo de 2008, con la preinscripción a partir del 14 de abril de 2008. Sin embargo, esa fecha se trasladó al 17 de abril de 2008. El nombre es una referencia a una organización criminal, lo que comúnmente se utiliza el término "club social" para describir un escondite o lugar de reunión.
El 21 de noviembre de 2023, el término fue eliminado de la página web y, progresivamente, de los juegos que lo mencionaban.

## Juegos
| Juego                                    | Lanzamiento                                                                               | Formato                                                             |
| ---------------------------------------- | ----------------------------------------------------------------------------------------- | ------------------------------------------------------------------- |
| Grand Theft Auto IV                      | 29 de abril de 2008                                                                       | PlayStation 3, Xbox 360, Microsoft Windows                          |
| Midnight Club: Los Angeles               | 21 de octubre de 2008                                                                     | PlayStation 3, Xbox 360                                             |
| Grand Theft Auto IV: The Lost and Damned | 17 de febrero de 2009                                                                     | Xbox 360, Microsoft Windows, PlayStation 3                          |
| Grand Theft Auto: Chinatown Wars         | 17 de marzo de 2009                                                                       | Nintendo DS, PlayStation Portable, iPod touch, iPhone               |
| Grand Theft Auto: The Ballad of Gay Tony | 29 de octubre de 2009                                                                     | Xbox 360, Microsoft Windows, PlayStation 3                          |
| Beaterator                               | 29 de septiembre de 2009                                                                  | PlayStation Portable                                                |
| Red Dead Redemption                      | 18 de mayo de 2010                                                                        | PlayStation 3, Xbox 360                                             |
| L.A. Noire                               | 17 de mayo de 2011                                                                        | PlayStation 3, Xbox 360, Microsoft Windows                          |
| Max Payne 3                              | 18 de mayo de 2012                                                                        | Xbox 360, PlayStation 3, Microsoft Windows                          |
| Grand Theft Auto V                       | 17 de septiembre de 2013, 18 de noviembre de 2014 [XBOXONE/PS4], 14 de abril de 2015 [PC] | Xbox 360, PlayStation 3, Xbox One, PlayStation 4, Microsoft Windows |

## Características
Rockstar Games Social Club ofrece algunas características diferentes según el tipo de juego.
Algunas de las características disponibles antes a Grand Theft Auto V pueden no estar disponibles debido al cierre de los servidores de GameSpy en 2014.

### Grand Theft Auto IV
El Social Club de Grand Theft Auto IV consta de nueve partes:
- LCPD Police Blotter: Recopila todos los datos de los usuarios en línea del GTA IV y muestra la cantidad de delito que se comete en cada zona de la ciudad. También muestra las zonas más peligrosas de Liberty City, lo que los más populares son las armas y otros detalles acerca de la ciudad índice de delincuencia.[4]

- The Story Gang: Es una clasificación que muestra la lista de usuarios que han completado el modo historia del juego.  Hay dos partes en esto: La primera parte muestra los primeros 10 jugadores para completar el modo historia del juego, y el otro muestra los que lo completaron más rápido. Los miembros de la banda reciben bonificaciones especiales en línea de marcado de sus logros en el juego.[4]

- El Club 100%: Es similar al anterior, pero esta vez es para las marcas de los logros de los jugadores que han completado el juego al 100%. Hay 2 tablas de clasificación, un indicativo de los primeros 10 personas para completar el juego, y el otro muestra que ha completado el juego más rápido. Toda persona que haya completado el juego con un 100% entre las 12:00 a. m. del 29 de abril de 2008 y las 11:59 p. m. del 19 de mayo EST se le envió una "llave de la ciudad" para marcar su logro.[4]

- El Salón de la Fama: Marca varios récords y los logros estadísticos completados por los usuarios en el juego.[4]

- La Maratón de Liberty City: Es una clasificación especial de los hitos físicos dentro del juego.[4]

- Servicio de Música de ZiT: Los jugadores son capaces de descargar los archivos MP3 de las canciones que se escuchan en las estaciones de radio del juego.

- Multiplayer Leaderboards: La sección consiste actualmente en un rango del jugador, su clasificación en comparación con otros jugadores, su puntuación, y la cantidad de juegos que un jugador ha ganado y perdido.

- El Club de Millonarios: Es determinado por un total de todo el dinero que has ganado en un solo jugador en modo de completar las misiones, ganar carreras, haciendo parte de vigilantes, puestos de trabajo y recogiendo el dinero en la calle.

- Infección Viral: Los miembros pueden ahora ver si en el juego de su carácter multijugador está actualmente infectada, también puede ver el número total mundial de las infecciones y el número de infecciones en las últimas 24 horas. Indagando más a fondo, los miembros del Club Social, también pueden navegar por un mundo con códigos de color en el mapa de seguimiento de la propagación de la infección en todo el mundo, incluyendo el desglose de los 50 Estados de Estados Unidos. Los jugadores pueden conseguir un skin de zombi por sí mismos en la sección multijugador.

### Midnight Club: Los Angeles
- Prueba de Conducción de Los Angeles: Muestra las pistas determinadas y estadísticas del jugador a través de su consola wheelie gamername como la distancia y triunfos consecutivos que incluye premios como un Audi R8, Hidráulica, bolsas de aire, etc.

- Galería: Muestra las imágenes que ha tomado el jugador en el juego.

- Hollywood Auto Garage: Listas de todos los vehículos en el juego basado en lo más popular, la mayoría de victorias y el más impulsadas.

- Multijugador: Los jugadores son capaces de comparar sus estadísticas y tiempos con otros jugadores en cada evento.

- Perfil de Jugador: Muestra diversas estadísticas, y cuenta con una pantalla de título de usuario personalizable.

- Califica mi Auto: Al igual que el aspecto del juego, los jugadores pueden ver cómo su vehículo como han sido calificados y también la capacidad para calificar a otros en línea a través de imágenes que se pueden subir.

### Grand Theft Auto: Chinatown Wars
Los miembros del Social Club pueden realizar el seguimiento de las estadísticas de juego y compararlas con sus amigos.

#### Minijuegos
Estos minijuegos son desbloqueados desde el Social Club:
- Leones de Fo: Se rumorea que algunos artefactos chinos muy valiosos llegaron y rápidamente desaparecieron justo en nuestra ciudad. En su camino al museo, un par de preciosas estatuas llamadas Los Leones de Fo, que han sido descubiertas recientemente en un antiguo templo Shaolin, fueron robadas. Ahora faltan las estatuas que valen una sustancial fortuna en el mercado negro. Los autores del atraco las han ocultado en Liberty City, mientras que intentan descargarlos. Una vez que haya concluido la historia principal, la búsqueda de las estatuas comenzará. Social Club proporcionará los consejos en cuanto a la ubicación y, una vez encontrado, se presente una tecla especial para desbloquear nuevas misiones secretas de la historia.[5]

- Lavadero de Mr. Wongs: Consiste en manejar a un empleado de la lavandería, con las flechas de derecha e izquierda del teclado, que debe recolectar toda la ropa que salen de las máquinas lavadoras, y llevarlas a un camión que llegará cada tanto. De las lavadoras saldrán distintos tipos de ropas, dinero, bonus, y objetos que sirven para reparar dichas máquinas. A la vez, la caja para recolectar la ropa se irá llenando, y habrá que dejarla en un camión que llegará cada determinado tiempo. Además, se mostrará un indicador de la felicidad de nuestro jefe. Si juntamos todos los bonus y la ropa, podemos ganar hasta un total de $10 000 por día.[6]

### Beaterator
Las características del Social Club de Beaterator son:
- Subir las canciones directamente al Social Club, a través de la PSP y compartirlos con otros artistas de la comunidad Beaterator.
- Descargar los archivos que comparten otros artistas en el proyecto del sitio a tu PSP y crear su propio remix.
- Comentar y ver la tasa de producciones de los artistas de la comunidad Beaterator. Compartir ideas y consejos para ayudarle con su música para llevarlo al siguiente nivel.
- Montar una lista de reproducción personalizada de todas sus canciones favoritas que los artistas de la comunidad de Beaterator han publicado en todo el mundo.
- Almacenar hasta 100 pistas de su original Beaterator en el Social Club.
- Lea sobre sugerencias para el usuario y trucos en la sección de ayuda en línea para ayudar a los maestros de la música todo el conjunto de herramientas en Beaterator.

### Red Dead Redemption
- Desafíos Social Club:Son desafíos accesibles únicamente para los miembros. En ellos se deben cumplir una serie de objetivos, cuando se consiguen, se otorga al jugador un truco para el juego.[7]

### Grand Theft Auto V
- Seguimiento de estadísticas: Pueden seguirse las estadísticas de cada personaje, incluyendo el personaje de GTA Online. Mostrando el dinero, estadísticas, reputación (Online), nivel (Online), y más.
- Objetos exclusivos de GTA Online y GTA V: Pueden comprarse en el modo En línea el vehículo Elegy RH8 de forma gratuita (exceptuando a la versión de PC, en la que cuesta aproximadamente GTA$90.000) y algunas armas. El Elegy también está disponible en el Modo Individual si el jugador tiene una cuenta del Social Club vinculada con su Gamertag/PSN ID/Steam ID.